# Dingo et le Lion
Pour plus de détails, voir Fiche technique et Distribution.
Dingo et le lion (Lion Down) est un court métrage d'animation américain de la série de Dingo, réalisé par les studios Disney, sorti en 1951.

## Synopsis
Dingo souhaite se reposer au creux un hamac dans son jardin mais il lui manque un arbre. Il part donc en forêt et déplanter un arbre de taille équivalente à celui de son jardin. Une fois revenu, il découvre qu'un lion des montagnes était assoupi dans le nouvel arbre. Les deux vont se battre pour pouvoir se reposer.

## Fiche technique
- Titre original : Lion Down
- Autres titres[1] :
  - Allemagne : Löwenkampf
  - Brésil : Soneca
  - France : Dingo et le Lion
  - Suède : Jan Långben och lejonet, Långben och lejonet
- Série : Dingo
- Réalisateur : Jack Kinney
- Scénariste : Dick Kinney, Milt Schaffer
- Voix : Pinto Colvig (Dingo)
- Producteur : Walt Disney
- Société  de  production : Walt Disney Productions
- Animateur[1],[2] : Edwin Aardal, George Nicholas, Charles Nichols, John Sibley
- Layout : Al Zinnen
- Décors : Merle Cox
- Effets d'animation[1] : Jack Boyd
- Distributeur : RKO Radio Pictures et Buena Vista Pictures
- Musique : Paul J. Smith
- Date de sortie : 5 janvier 1951[3]
- Format d'image : Couleur (Technicolor)
- Son : Mono (RCA Sound System)
- Durée : 6 min 33 s[2]
- Langue : Anglais
- Pays  États-Unis
- Dates de sortie :
  - États-Unis : 5 janvier 1951

## Voix françaises

### 1erdoublage (1985)
- Roger Carel : Dingo

### 2edoublage (1989)
- Roger Lumont : Dingo

## Commentaires
C'est la première apparition du personnage de Louie le lion des montagnes au côté de Dingo.